# Cessna 206
I Cessna 205, 206 e 207, noti anche come Super Skywagon, Skywagon, Stationair e Super Skylane, sono una famiglia di aerei di aviazione generale, monomotore e con carrello fisso, impiegati sia per scopi commerciali che per uso privato. La famiglia fu inizialmente sviluppata basandosi sul progetto del Cessna 210, con carrello retrattile, anch'esso prodotto dalla Cessna.
La combinazione vincente tra un motore performante, la costruzione robusta ed un abitacolo largo e confortevole, ha reso questi aerei tra i più popolari "bush planes" sul mercato. La Cessna descrive il 206 come "il veicolo sport-utility dell'aria". Questi aeroplani sono anche impiegati per diverse attività di lavoro aereo, tra le quali fotografia aerea e lancio di paracadutisti. Inoltre possono essere equipaggiati con galleggianti o con sci ed allestiti con interni lussuosi, utilizzandoli come mezzo di trasporto aereo personale.
A partire dal 1962 e fino al 2006, la Cessna ha prodotto 8.509 aeroplani in tutte e tre le varianti.

## Sviluppo

### Cessna 205
Il Cessna 205 fu introdotto alla fine del 1962 come modello dell'anno 1963. Il velivolo a sei posti era essenzialmente un Cessna 210 con il carrello di atterraggio fisso e con alcune modifiche ai portelli dell'equipaggio e dei passeggeri, e fu ufficialmente designato dalla Cessna come "Model 210-5". Il 205 ha conservato la copertura del vano motore dei primi Cessna 210, di notevoli dimensioni poiché doveva originariamente ospitare il carrello anteriore al momento della chiusura. Questa caratteristica copertura fu in seguito snellita nel successivo modello 206.
Il 205 è spinto da un motore Continental IO-470-S in grado di erogare 260 hp (190 kW).
Il 205 fu prodotto in due sole varianti nel 1963 e 1964, prima che la sua produzione fosse sostituita dal Cessna 206. In totale sono stati prodotti 576 Cessna 205.

### Cessna 206
Il modello a sei posti denominato Cessna 206 fu introdotto come modello dell'anno 1964 e rimase in produzione fino al 1986, quando la Cessna ne interruppe la fabbricazione. Nel 1998 fu ripresa la produzione che andò avanti fino al 2013.
Esistono numerose varianti, inclusi i modelli U206 e P206, entrambi certificati in base agli standard CAR3 ed il successivo 206H in base alla Part 23 della FAR.
In totale, tra il 1964 ed il 2004, ne sono stati prodotti 6.581 esemplari.

#### Cessna U206
Il modello originale del 1964 fu il Cessna U206, spinto da un motore Continental IO-520-A in grado di erogare 285 hp (213 kW). Questo modello, la cui designazione "U" stava per "utility", fu equipaggiato con un portello laterale per il pilota e con un'ampia porta dedicata alle due file di sedili posteriori, che permetteva di caricare facilmente anche carichi voluminosi.
Esisteva anche una versione turbo spinta da un motore Continental TSIO-520-C da 285 hp (213 kW). Dopo il 1967 la versione turbo venne spinta da un altro motore, il Continental TSIO-520-F da 300 hp (220 kW). I 15 cavalli (11 kW) in più vennero ottenuti innalzando il regime di rotazione del motore ad un numero di giri più elevato ma per un tempo massimo di 5 minuti. A causa del grande diametro dell'elica, unito alla maggiore velocità di rotazione del motore, le estremità pale venivano spinte a velocità transonica, richiedendo di fatto molta più potenza.
Dal 1964 al 1969 il Cessna U206 era noto come Super Skywagon. A partire dal 1970 fu invece nominato Stationair, una parola che riassumeva la definizione di "Station Wagon dell'aria" e descriveva adeguatamente il ruolo per il quale il velivolo era stato concepito. Le sue sottovarianti furono designate con le sigle da U206 a U206G.
Nel 1977 venne aggiornato l'impianto propulsivo del Cessna U206 con l'installazione di un Continental IO-520-F da 300 hp (220 kW) il quale con un minor numero di giri permetteva di erogare la stessa potenza ma senza la limitazione dei 5 minuti, mentre al TU206 venne installato un motore TSIO-520-M in grado di erogare 310 hp (230 kW).

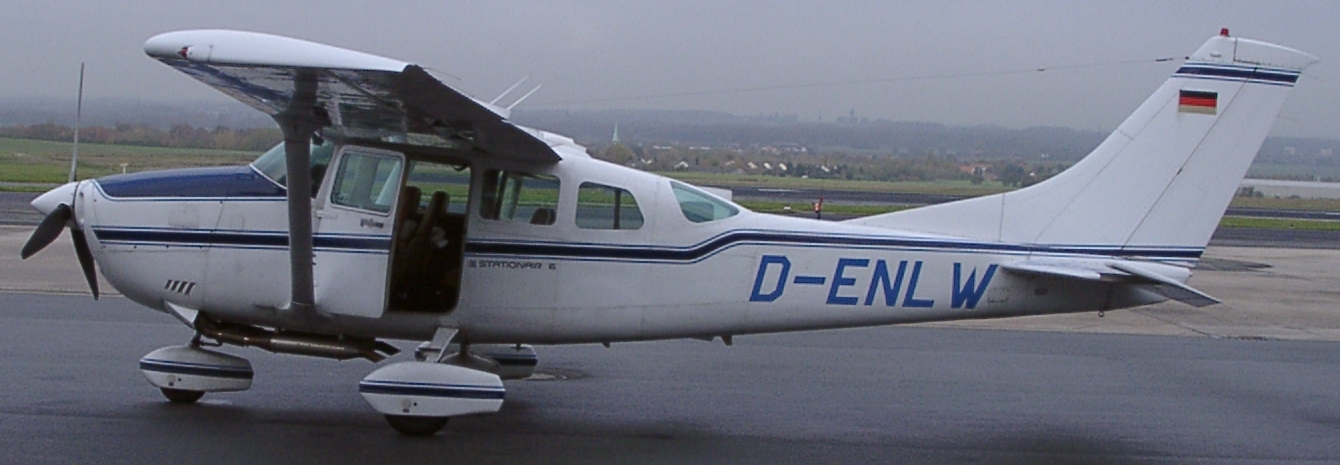
Cessna U206

La produzione di tutte le versioni del Cessna U206 venne interrotta nel 1986 quando la Cessna fermò la fabbricazione di tutti gli aeroplani dotati di motori a pistoni. Complessivamente erano stati prodotti 5.208 Cessna U206.

#### Cessna P206
Il modello P206 fu aggiunto alla linea di produzione nel 1965. La lettera "P" indicava "People", persone, poiché era dotato di sportelli per i passeggeri su entrambi i lati, simili a quelli del Cessna 210, dal quale derivava.
Il P206 fu prodotto dal 1965 al 1970 ed era spinto da un motore Continental IO-520-A da 285 hp (213 kW). Esisteva inoltre anche una versione turbo, denominata TP206, spinta da un Continental TSIO-520-A anch'esso da 285 hp (213 kW).
Complessivamente vennero prodotti 647 esemplari di P206 con la denominazione Super Skylane, come una versione del Cessna 182, con il quale invece non aveva niente a che fare. Le sue sottovarianti furono designate con le sigle da P206 a P206E.

#### Cessna 206H
Dopo un periodo di dodici anni in cui la produzione fu interrotta, nel 1998 la Cessna riprese la produzione di una nuova versione del 206 con l'introduzione del modello 206H. Questo modello è in gran parte simile alla configurazione del vecchio U206, con uno sportello anteriore per il pilota e un grosso sportello posteriore a due ante per l'accesso alle due file posteriori di sedili. Il 206H è stato introdotto sul mercato con il nome di Stationair.
Il 206H è spinto da un motore Lycoming IO-540-AC1A da 300 hp (220 kW). La versione turbo, denominata T206H, è spinta da un Lycoming IO-540-AJ1A in grado di erogare 310 hp (230 kW).
Nonostante il 206H sia certificato per il trasporto di sei persone nel suo paese di origine, l'autorità canadese per i trasporti, Transport Canada, lo ha certificato, in Canada, per trasportare al massimo cinque persone. Ciò è dovuto alla preoccupazione riguardo all'uscita, in emergenza e con i flap estesi, dei passeggeri dal portellone posteriore.
La Cessna affrontò e risolse in parte questo problema fin da subito, dopo che un esemplare, utilizzato per un test in volo, si danneggiò quando il pilota estese i flap durante il rullaggio e un passeggero seduto nei sedili posteriori, a causa del caldo, aveva aperto parzialmente lo sportello. Fu aggiunto un interruttore al circuito di attuazione dei flap che disabilitava gli stessi qualora gli sportelli fossero aperti. L'altra parte del problema riguardava le difficoltà nell'apertura della porta posteriore qualora i flap fossero già estesi.
Entrambe le versioni 206H e T206H erano ancora in produzione nel 2013. Alla fine del 2004 erano stati prodotti 221 206H e 505 T206H per un totale di 726 esemplari della versione "H".

### Cessna 207
Il modello 207 fu lo sviluppo a sette e, successivamente, ad otto posti del 206, ottenuto allungando la fusoliera di 114 cm (45 pollici) in maniera tale da consentire l'inserimento di un'ulteriore fila di sedili. Il muso fu allungato di 46 cm (18 pollici) aggiungendo un vano bagagli anteriore, posizionato tra l'abitacolo e la lastra parafiamme del vano motore. La parte posteriore fu allungata di 69 cm (27 pollici) inserendo una sezione nella fusoliera in corrispondenza del bordo di uscita dell'ala.
La distanza dell'elica dal suolo rimase così inalterata in seguito a queste modifiche (il carrello anteriore venne spostato in avanti insieme all'elica), mentre la coda venne spostata indietro rispetto al carrello principale, rendendo così l'atterraggio, senza trascinare la coda sulla pista, una vera sfida. Tali modifiche, inoltre, comportarono un aumento del raggio di sterzata a terra, poiché la distanza tra carrello principale e ruotino anteriore era aumentata di 46 cm (18 pollici) mentre la capacità di rotazione di quest'ultimo non venne aumentata.
Il Cessna 207 venne introdotto come modello del 1969 equipaggiato con un motore Continental IO-520-F da 300 hp (220 kW). La versione turbo venne equipaggiata con un motore Continental TSIO-520-G anch'esso da 300 hp (220kW).
All'inizio della produzione il modello fu designato Cessna 207 Skywagon ma nel 1977 su rinominato Stationair 7. Nello stesso anno, inoltre, venne anche sostituito il motore della versione turbo con un TSIO-520-M da 310 hp (230 kW), lo stesso motore installato sul TU206 dello stesso periodo.
Nel 1980 il 207 venne modificato con l'aggiunta di un posto. Questo nuovo modello venne conosciuto come Stationair 8. La produzione del 207 venne interrotta nel 1984, appena due anni prima rispetto a quella del Cessna U206. Complessivamente vennero prodotti 626 Cessna 207.
Il Cessna 207 ha avuto un discreto successo in compagnie di aerotaxi, soprattutto su brevi tratte che permettevano di sfruttare a pieno i posti a sedere. Pochissimi esemplari sono stati impiegati per scopi privati.

### Modifiche
Nell'aprile 2007 la Thielert ha annunciato che la European Aviation Safety Agency (EASA) aveva concesso un Supplemental Type Certificate (STC) per la conversione di alcuni modelli di 206 all'impianto propulsivo V8 Diesel della Thielert. Questo STC permetteva la conversione dei modelli U206F e TU206F, equipaggiati con il motore da 300 hp (220 kW), e dei modelli U206G, TU206G, 206H e T206H equipaggiati con il motore da 310 hp (230 kW). Questo tipo di modifica non richiedeva alcuna variazione al vano motore. Nel 2008 la Thielert ha iniziato le procedure fallimentari, pertanto è probabile che future conversioni a questo motore Diesel non saranno più disponibili.
La Soloy Aviation Solutions offre anche una conversione turboprop di alcuni 206 e 207, basata sull'installazione di un motore a turbina Allison C20S da 418 hp (312 kW) e relativa trasmissione. Questa conversione prevede anche sostanziali modifiche al vano motore.
La Atlantic Aero ha ottenuto un STC della FAA (Federal Aviation Administration) che consente l'installazione del motore Continental IO-550 senza alcuna modifica esterna al vano motore.
Infine, sia la Kenmore Air (Edo floats) che la Wipaire (Wipline floats) offrono la possibilità di conversione ad aereo anfibio o idrovolante.

## Varianti
205 (Modello 210-5)
Modello originale del 205, a sei posti, spinto da un Continental IO-470-S da 260 hp (194 kW), velivolo terrestre con un peso lordo di 1.497 kg (3.300 lb), certificato il 14 giugno 1962 come variante del Cessna 210.
205A (Modello 210-5A)
Sei posti, spinto da un motore Continental IO-470-S da 260 hp (194 kW), velivolo terrestre con un peso lordo di 1.497 kg (3.300 lb), certificato il 19 luglio 1963 come variante del Cessna 210.
206
Modello originale del 206, sei posti, spinto da un motore Continental IO-520-A da 285 hp (213 kW), sia terrestre, con un peso lordo di 1.497 kg (3.300 lb), sia anfibio, con un peso lordo di 1.588 kg (3.500 lb), certificato il 14 giugno 1962 come variante del Cessna 210.
U206 Super Skywagon
Primo modello di U206, sei posti, spinto da un motore Continental IO-520-A da 285 hp (213 kW), sia terrestre, con un peso lordo di 1.497 kg (3.300 lb), sia anfibio, con un peso lordo di 1.588 kg (3.500 lb), certificato l'8 ottobre 1964.
P206
Primo modello di P206, sei posti, spinto da un motore Continental IO-520-A da 285 hp (213 kW), sia terrestre, con un peso lordo di 1.497 kg (3.300 lb), sia anfibio, con un peso lordo di 1.588 kg (3.500 lb), certificato l'8 ottobre 1964.
U206A
Sei posti, spinto da un motore Continental IO-520-A da 285 hp (213 kW), sia terrestre, con un peso lordo di 1.633 kg (3.600 lb), sia anfibio, con un peso lordo di 1.588 kg (3.500 lb), ed abilitato anche all'installazione degli sci, venne certificato il 24 settembre 1965.
P206A
Sei posti, spinto da un motore Continental IO-520-A da 285 hp (213 kW), sia terrestre, con un peso lordo di 1.633 kg (3.600 lb), sia anfibio, con un peso lordo di 1.588 kg (3.500 lb), ed abilitato anche all'installazione degli sci, venne certificato il 24 settembre 1965.
P206B
Sei posti, spinto da un motore Continental IO-520-A da 285 hp (213 kW), sia terrestre, con un peso lordo di 1.633 kg (3.600 lb), sia anfibio, con un peso lordo di 1.497 kg (3.300 lb), ed abilitato anche all'installazione degli sci, venne certificato il 3 agosto 1966.
TU206A
Sei posti, spinto da un motore turbo Continental TSIO-520-C da 285 hp (213 kW), sia terrestre, con un peso lordo di 1.633 kg (3.600 lb), sia anfibio, con un peso lordo di 1.633 kg (3.600 lb), ed abilitato anche all'installazione degli sci, con un peso lordo di 1.497 kg (3.300 lb), venne certificato il 20 dicembre 1965.
TU206B
Sei posti, spinto da un motore turbo Continental TSIO-520-C da 285 hp (213 kW), sia terrestre, con un peso lordo di 1.633 kg (3.600 lb), sia anfibio, con un peso lordo di 1.497 kg (3.300 lb), ed abilitato anche all'installazione degli sci, con un peso lordo di 1.497 kg (3.300 lb), venne certificato il 3 agosto 1966.
TP206A
Sei posti, spinto da un motore turbo Continental TSIO-520-C da 285 hp (213 kW), sia terrestre, con un peso lordo di 1.633 kg (3.600 lb), sia anfibio, con un peso lordo di 1.497 kg (3.300 lb), ed abilitato anche all'installazione degli sci, con un peso lordo di 1.497 kg (3.300 lb), venne certificato il 20 dicembre 1965.
TP206B
Sei posti, spinto da un motore turbo Continental TSIO-520-C da 285 hp (213 kW), sia terrestre, con un peso lordo di 1.633 kg (3.600 lb), sia anfibio, con un peso lordo di 1.497 kg (3.300 lb), ed abilitato anche all'installazione degli sci, venne certificato il 3 agosto 1966.

## Utilizzatori

### Civili
Il 206 è molto comune tra le piccole compagnie charter e cargo, ma è stato anche largamente impiegato come aereo privato. Uno dei più grandi utilizzatori di 207 è la Yute Air Alaska, con una flotta di 12 velivoli.
 Stati Uniti
- Civil Air Patrol

1 Cessna T206HD Turbo Stationair ordinato a luglio 2020.

### Governativi
Canada
- Ottawa Police Service - 1 U206G impiegato per sorveglianza aerea

 Costa Rica
- Servicio de Vigilancia Aérea - Fuerza Pública

1 C207 consegnato ed in servizio al febbraio 2019. 4 U206G consegnati, 2 in servizio al febbraio 2019.
 Stati Uniti
- California Highway Patrol - diversi velivoli impiegati per il controllo della velocità

### Militari
Argentina
- Esercito argentino

6 T207
 Bolivia
- Aeronautica militare boliviana

2 U206C e 7 TU206G
 Cile
- Aeronautica militare cilena

ha impiegato tra il 1974 ed il 1980 il primo esemplare del 206 (c/n 0001) come FACh 415, in seguito venduto sul mercato civile.
 Colombia
 Rep. Dominicana
 Ecuador
- Aeronautica militare dell'Ecuador
- Ejército Ecuatoriano

3 C206H in servizio al febbraio 2019.
 Filippine
- Hukbong Katihan ng Pilipinas

 Giappone
- Guardia costiera giapponese

1 Cessna 206 in servizio dal 1977 al 2015.
 Gibuti
- Aeronautica militare del Gibuti

1 U206G
 Guatemala
- Fuerza Aérea Guatemalteca

5 TU-206G consegnati.
 Guyana
- Guyana Defence Force

2 U206G consegnati, uno in servizio all'agosto 2021.
 India
 Indonesia
- Tentara Nasional Indonesia Angkatan Udara

1 Cessna 207T consegnato.
 Israele
- Aeronautica militare israeliana

 Madagascar
- Aeronautica militare del Madagascar

5 Cessna 206 consegnati.
 Malaysia
 Messico
- Aeronautica militare messicana

 Paraguay
- Aeronautica militare paraguaiana

5 U206G
- Marina militare paraguaiana : 4 U206A/C
- Esercito paraguaiano

2 U206G
 Perù
- Ejército del Perú

5 U206G e 2 TU206G da addestramento ricevuti a partire dal 1985.
 Uruguay

### Riviste
- (EN) Santiago A. Flores, From Cavalry to Close Air Support, in Air International, vol. 60, n. 5, maggio 2001,  pp. 298-303, ISSN 0306-5634 (WC · ACNP).